# Huawei P9
Le Huawei P9 est un  smartphone haut de gamme Android produit par Huawei. Il est présenté en avril 2016.
C'est le successeur du Huawei P8 et garde presque le même design, mais il a en plus un double objectif (couleur et monochrome) à l'arrière et un objectif à l'avant co-conçus avec Leica, de même qu'un capteur d'empreintes digitales.

## Galerie

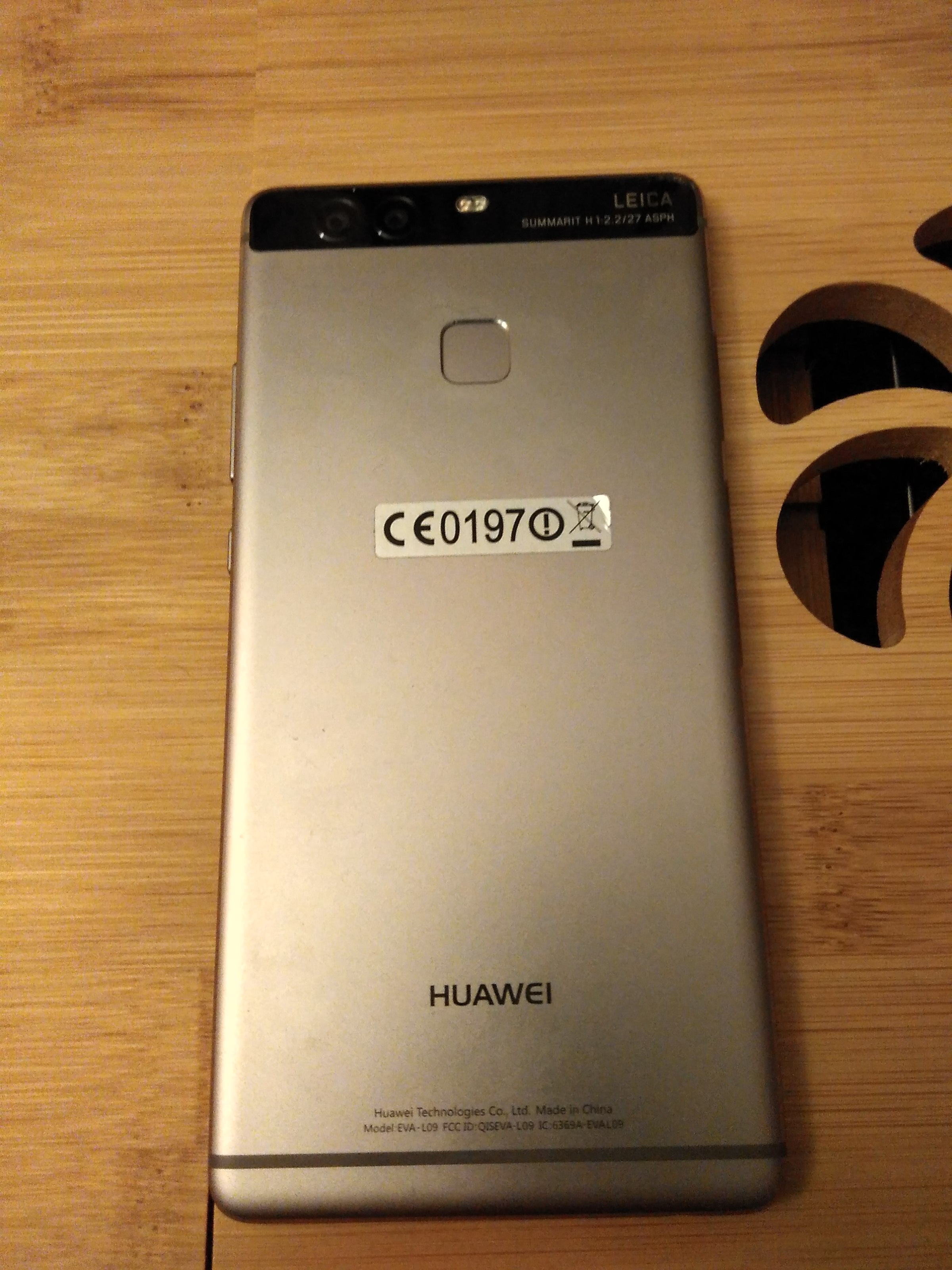
Vue arrière.

## Réception

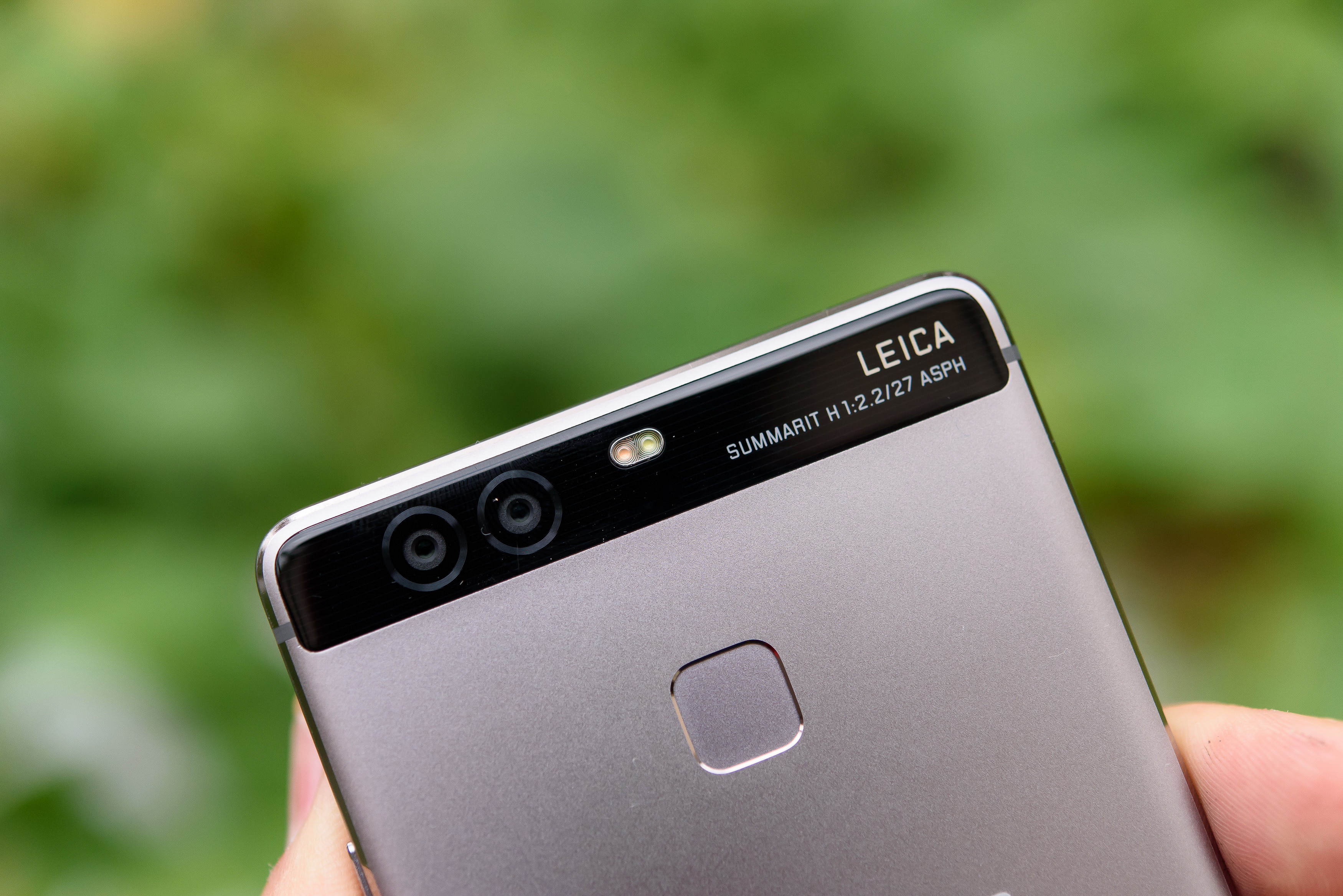
Huawei P9

Certains médias ont critiqué le fait que le dispositif serait une copie de la conception de l'iPhone 6, vu l'utilisation des vis pentalobes,,.